# Gomoh
Gomoh é uma vila no distrito de Dhanbad, no estado indiano de Jharkhand.

## Geografia
Gomoh está localizada a 23° 52′ N, 86° 10′ L. Tem uma altitude média de 245 metros (803 pés).

## Demografia
Segundo o censo de 2001, Gomoh tinha uma população de 28 576 habitantes. Os indivíduos do sexo masculino constituem 54% da população e os do sexo feminino 46%. Gomoh tem uma taxa de literacia de 70%, superior à média nacional de 59,5%: a literacia no sexo masculino é de 78% e no sexo feminino é de 60%. Em Gomoh, 15% da população está abaixo dos 6 anos de idade.